# Боркі (Рицький повіт)
Боркі (пол. Borki) — село в Польщі, у гміні Новодвур Рицького повіту Люблінського воєводства.
Населення — 142 особи (2011).
У 1975-1998 роках село належало до Люблінського воєводства.

## Демографія
Демографічна структура станом на 31 березня 2011 року:
|          | Загалом | Допрацездатний вік | Працездатний вік | Постпрацездатний вік |
| -------- | ------- | ------------------ | ---------------- | -------------------- |
| Чоловіки | 66      | 14                 | 48               | 4                    |
| Жінки    | 76      | 13                 | 46               | 17                   |
| Разом    | 142     | 27                 | 94               | 21                   |